# Destutia novata
Destutia novata là một loài bướm đêm trong họ Geometridae.